# Курт Бјусик
Курт Бјусик (енгл. Kurt Busiek, IPA: ; рођен 16. септембра 1960. у Бостону, Масачусетс, САД) је амерички стрип-сценариста. Најпознатији је по раду на стриповима издавачке куће Марвел комикс, затим по свом стрипу Астро Сити и по петогодишњем раду на стрипу Осветници.
Добитник је неколико награда за стрип-стваралаштво, од којих су најважније Харвијева (1998) и Ајзнерова награда за најбољег стрип-сценаристу (1999).

## Најважнији сценарији
Дарк хорс комикс
- Конан

Ди-Си комикс
- Аквамен
- Супермен
- Америчка лига правде
- Тринити
- Чудесна жена

Ди-Си/Марвел
- Осветници

Имиџ комикс
- Сајберфорс
- Астро Сити

Марвел комикс
- Осветници
- Ајронмен
- Спајдермен

Вајлдсторм
- Ароусмит
- Астро Сити

Остали
- Даркмен
- Вампирела